# Rhipilia sinuosa
Espèce
Rhipilia sinuosa est une espèce d'algue verte de la famille des Rhipiliaceae.